# Passiflora cinnabarina
Passiflora cinnabarina är en passionsblomsväxtart som beskrevs av John Lindley. Passiflora cinnabarina ingår i släktet passionsblommor, och familjen passionsblomsväxter. Inga underarter finns listade i Catalogue of Life.

## Bildgalleri

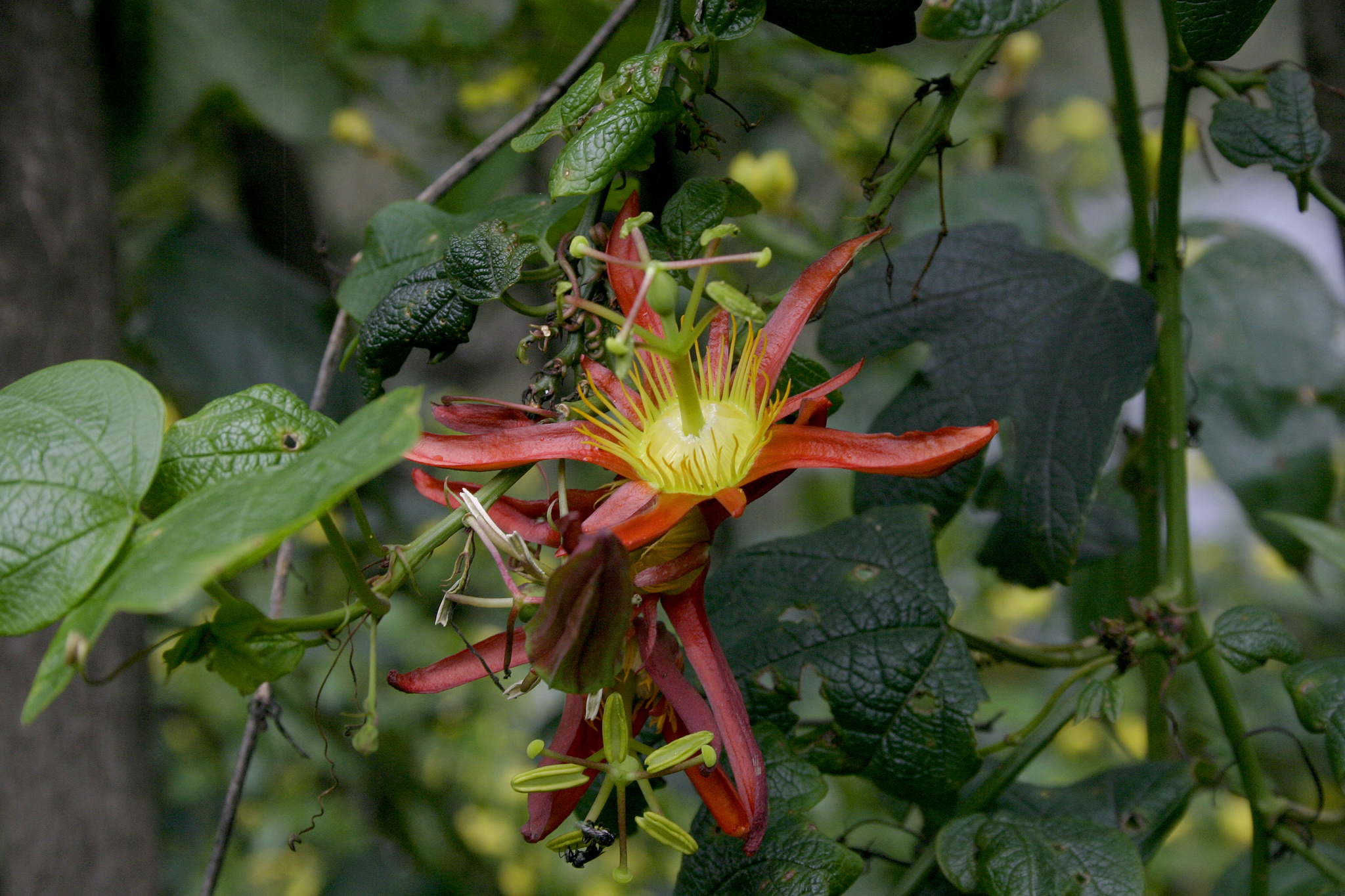